# وایترا
وایترا (به آلمانی: Weitra) یک شهر، شهر در اتریش است که در ناحیه گموند واقع شده‌است. وایترا ۲٬۸۹۸ نفر جمعیت دارد.